# NGC 6496
NGC 6496 هي مجرة تتبع كوكبة العقرب. اكتشفها جيمس دنلوب في 28 يونيو 1826.

## روابط خارجية
- NGC 6496 على موقع ويكي سكاي: DSS2, SDSS, GALEX, IRAS, Hydrogen α, X-Ray, Astrophoto, Sky Map, Articles and images